# Samoa Americana en los Juegos Olímpicos de París 2024
Samoa Americana estuvo representada en los Juegos Olímpicos de París 2024 por dos deportistas, un hombre y una mujer, que compitieron en dos deportes.
Los portadores de la bandera en la ceremonia de apertura fueron el nadador Micah Masei y la atleta Filomenaleonisa Iakopo. El equipo olímpico samoamericano no obtuvo ninguna medalla en estos Juegos.